# Manuel Castillo Girón
Manuel Castillo Girón (Jesús de Otoro, 2 de marzo de 1940-Tegucigalpa, 4 de noviembre de 2023) fue un músico, cantante y compositor hondureño.

## Biografía
Castillo Girón nació el 2 de marzo de 1940 en Jesús de Otoro, Honduras. Hijo de Samuel Castillo Vázquez y Antonia Girón Doblado, su genio musical lo heredó de su madre, quien lo impulsó hacia el arte de la música. A los 11 años compuso su primera canción dedicada a su novia de la escuela.
Más tarde se trasladó a Tegucigalpa para ingresar a la Universidad Nacional Autónoma de Honduras. Allí recibió el título de Licenciado en Economía y posteriormente obtuvo una Maestría en Administración Presupuestaría y Financiera. Estudió además la carrera de Periodismo.
Trabajó en la Dirección General del Presupuesto y Finanzas en 1965, llegando a ocupar el puesto de asesor financiero del presidente Oswaldo López Arellano, incursionando además como compositor y cantante en campañas políticas de personajes como José Simón Azcona, Rafael Leonardo Callejas, Carlos Flores Facussé, Ricardo Maduro y Juan Orlando Hernández, entre otros.
El 29 de noviembre de 2019, en ocasión de la inauguración de un parque en el Valle de Amarateca, una estructura metálica que servía de sostén a una pantalla gigante cayó sobre su cuerpo provocándole serias lesiones en su columna, dejándolo parapléjico por el resto de su vida.
Tras el accidente se iba recuperando del accidente poco a poco pero no superó la batalla y
falleció el 4 de noviembre de 2023, a los 83 años, en Tegucigalpa.

## Trayectoria artística
En 1966 fue uno de los fundadores del grupo Voces Universitarias de Honduras, agrupación emblema de la música tradicional hondureña con la cual recorrió varios países del mundo.
En 1986 creó el programa "Así es Honduras" en la estación de radio HRN, cuya función era la de divulgar la música local, sus artistas y todo lo relacionado con Honduras. Ese mismo año fue reconocido como el "paisajista musical de Honduras".
En 2003 creó la agrupación musical "Voces de Honduras", con el propósito de fortalecer el sentimiento patrio a través de canciones costumbristas y folclóricas.
A lo largo de su carrera compuso más de 500 canciones, siendo las más destacadas La Jelipita, La Sucia, El Cumbo de Gualcinse, entre otras. Pero fue Adelante Selección, declarada himno oficial y dedicada a la selección de fútbol de Honduras, presentada el 20 de mayo de 1980, la canción que le abrió las puertas de la fama y del cariño del público.

## Premios y distinciones
- 1994 - Condecoración Vicente Tosca Carrasco, otorgada por la municipalidad de Jesús de Otoro.
- 1994 - Hijo Predilecto de Jesús de Otoro.
- 2002 - Premio Nacional de Arte Pablo Zelaya Sierra.
- 2008 - Medalla de Oro y declarado “Orgullo Nacional” por el Congreso Nacional.